# Geeloorpepervreter
De geeloorpepervreter (Selenidera spectabilis) is een vogel uit de familie Ramphastidae (toekans).

## Verspreiding en leefgebied
Deze soort komt voor van Honduras tot zuidwestelijk Colombia.

## Status
De grootte van de populatie is in 2022 geschat op 50.000-500.000 volwassen vogels. Op de Rode lijst van de IUCN heeft deze soort de status niet bedreigd.